# 火野葦平
火野 葦平（ひの あしへい、1907年〈明治40年〉1月25日 - 1960年〈昭和35年〉1月24日）は、日本の昭和戦前・戦後期の小説家。本名：玉井 勝則。
早くから文学を志し、早大在学中『街』の創刊に参加。労働運動に参加するも検挙され転向した。日中戦争応召中に『糞尿譚』が芥川賞を受賞。次いで『麦と兵隊』以下3部作が評判を呼んで、兵隊作家としてマスコミの寵児となった。そのため、戦後は戦犯作家として指弾される。その後、筆力を揮って再び活躍したが、睡眠薬を用いて自殺した。甥に医師　アフガニスタンで亡くなった中村哲､玉井行人(たまい ゆきと、Jリーグ・ギラヴァンツ北九州を運営する株式会社ギラヴァンツ北九州取締役会長)がいる。

## 概要
自伝的作品『花と竜』などに書かれているように、父・金五郎は現在の愛媛県松山市の出身、母・マンは現在の広島県庄原市の出身。
旧制小倉中学校（現福岡県立小倉高等学校）卒業、早稲田大学英文科中退。『糞尿譚』で芥川賞を受賞、その後の『麦と兵隊』は大きな評判をよび、『土と兵隊』『花と兵隊』とあわせた「兵隊3部作」は300万部を超えるベストセラーとなった。東京と福岡に本拠を二分し、東西を往復しての執筆活動で多忙を極めた。著述業と共に「玉井組」2代目も務める。
『麦と兵隊』など兵隊小説作家として知られるが、一方で河童の登場する作品が多く残る。その数、小説、随筆、童話などで100点を超えるという。芥川龍之介を敬愛しているが、芥川が「フィクションによってしか語れぬ事実がある」と、河童を通して社会を風刺したのに対し、葦平は「私の描く河童が理屈っぽく、風刺的に、教訓的になることを警戒していた」と書いている。また、「河童が私の文学の支柱であることになんの疑いもない」と書いている。
三男・玉井史太郎は、若松区にある旧宅を利用した記念館「河伯洞」（1999年1月に開館）の館長を務めていたが、2021年（令和3年）1月5日に病没した。
なお、妹の息子（火野の甥にあたる）は、ペシャワール会の医師中村哲である。

## 経歴

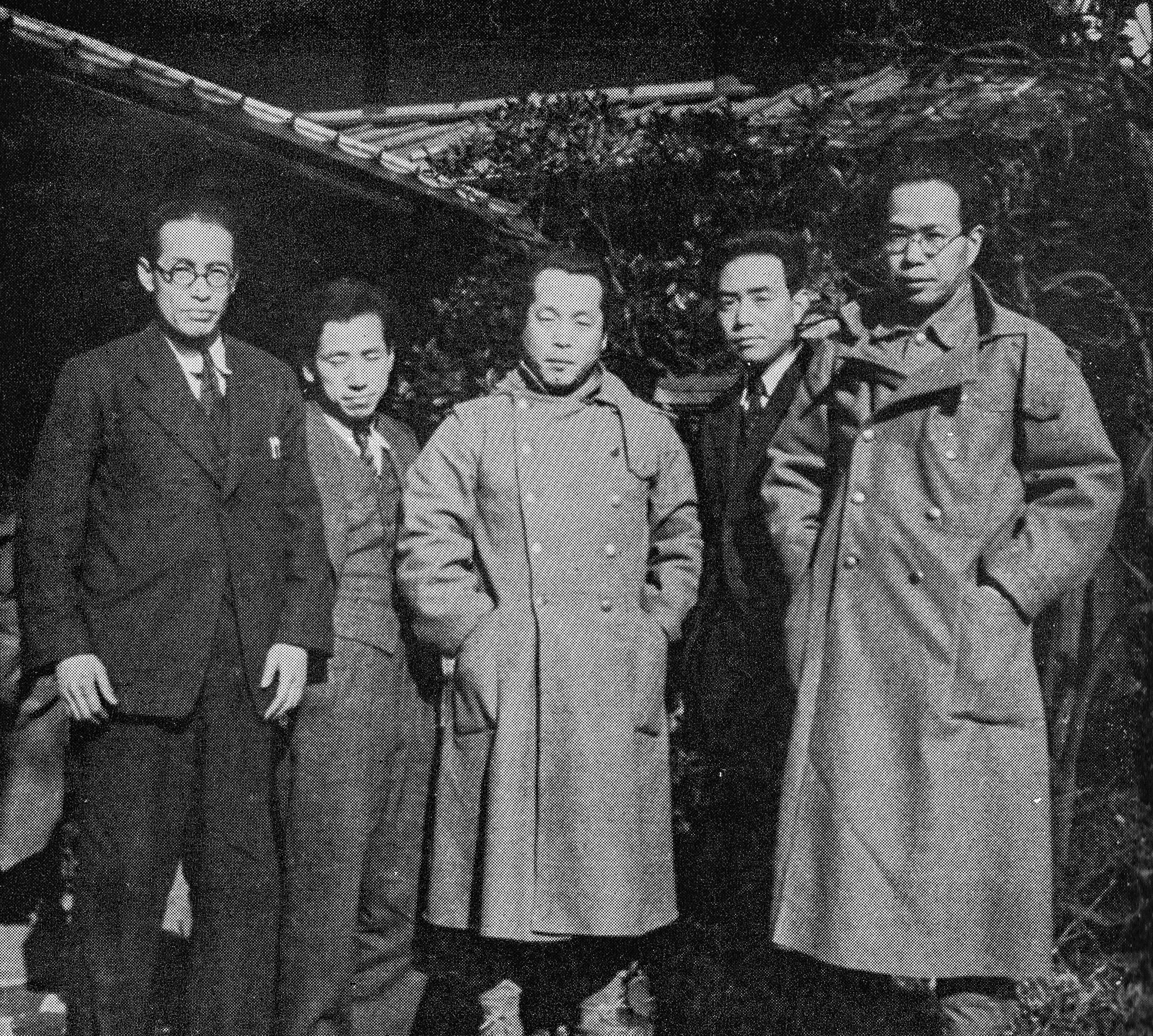
左から,栗田賢三,小林勇,火野葦平,野田宇太郎,三木清 (1942年)

1907年（明治40年）1月25日、福岡県若松市（現在の北九州市若松区）新仲町(現在の白山１丁目旧大字修多羅すたらの一画)に玉井金太郎、マンの長男として出生。本名、勝則。父は、石炭仲仕玉井組の親方、ほかに弟二人、妹七人がある。1923年（大正12年）16歳、小倉の県立小倉中学校（現在の福岡県立小倉高等学校）四年を修了し、早稲田第一高等学院に入学。1926年（大正15年・昭和元年）19歳、4月、早大英文科に入学。中山省三郎・寺崎浩・田畑修一郎らと同人誌「街」を発行。1927年（昭和2年）20歳、7月詩誌「聖杯」を中山省三郎・五十嵐二郎らと刊行。1928年（昭和3年）21歳、2月、福岡歩兵24連隊に幹部候補生として入隊する。レーニンの訳本を発見され、一階級さげられ、伍長で12月除隊。父は玉井組を継がせようとし退学届を出す。文学書を売り払い、左翼関係書を耽読する。1929年（昭和4年）22歳、1月、出初式にはじめて玉井組の印半纏を着用し、「文学廃業」を知人に宣言する。1930年（昭和5年）23歳、8月、日比野良子と結婚。同年9月には長男闘志が生まれた。1931年（昭和6年）3月、若松港沖仲仕労働組合結成し、その書記長となる。8月、洞海湾荷役のゼネストを決行する。1932年（昭和7年）25歳、1月に上海事変勃発し、苦力のストライキがおこる。玉井組が代わって上海に派遣される。帰国後、特高に逮捕されたのを機に、日本共産党に疑惑を抱き、転向を決心し、文学への関心ふたたびたかまってくる。この年長女美絵子生まれる。1934年（昭和9年）27歳、10月、劉寒吉・岩下俊作らの詩誌「とらんしっと」に参加。第17号に火野葦助の名で、20号より火野葦平と改め、散文詩を寄稿する。この年、次男英気生まれる。1937年（昭和12年）30歳、10月「糞尿譚」（久留米の同人誌「文学会議」）を発表。9月日支事変のため10日に応召する。10月、杭州湾に敵前上陸し、12月、杭州に入城する。この年、三男史太郎生まれる。1938年（昭和13年）31歳、2月、「糞尿譚」により第六回芥川賞を受賞する。
芥川賞選考委員の川端康成は「少し大袈裟に云えば、大旱の雲を望むが如くで、その多少の欠陥は二の次とし、先ず喜んで「糞尿譚」を推した。」「芥川賞としては、火野君を選ぶのが面白いと考えたのである。優劣論ではない。」と選評している。
1938年（昭和13年）3月、小林秀雄（批評家）が「文藝春秋」特派員として中国に渡り、上海を経て27日、杭州で火野葦平に第六回芥川賞を渡す。小林秀雄は6月に明治大学教授に昇格した。
小林秀雄は「続いて火野伍長、S部隊長の挨拶があり式を終わった。いかにも陣中らしい真面目な素朴な式であった。僕は恐縮したが、嬉しかった。火野君も大変喜んでくれた。二人は直ぐ古くからの友達の様になった。火野君は見るから九州男児と言った面魂の、情熱的な眼つきをした沈着な男である。」と文章を残している。
直木三十五賞を受賞した古川薫は、少年時代の1939年（昭和14年）春ごろ、火野葦平が山口県宇部市の渡辺翁記念会館で講演したのを見にいっていた。「軍国の気風充満する戦時ではあったが、ひとりの下士官が軍装で演壇に立つ風景はやはりめずらしく、それが当時の火野さんの立場を象徴していた。」「今にして思うと、火野さんは軍から「人寄せパンダ」よろしく、目いっぱい利用された「悲しき兵隊」だったのだ。」と解説している。
その後、報道部へ転属となり、軍部との連携を深めた。攻略直後の南京に入り、それに至る進撃路において捕虜が全員殺害される様子を手紙に書いている。
戦闘渦中の兵隊の生々しい人間性を描いた。戦地から送った1938年の徐州会戦の従軍記『麦と兵隊』が評判を得て人気作家となる。『麦と兵隊』は英訳され、それを読んだパール・バックも賞賛した。
1939年11月に退役して帰国。やはり従軍していた中野実ら従軍芸術家と「文化報国会」を結成。帰還後も「兵隊作家」ともてはやされた。
1941年（昭和16年）には大連、旅順、奉天、新京、ハルピン、ハイラル、チチハル、黒河など各地に赴いている。
太平洋戦争勃発後、翌1942年（昭和17年）に白紙徴用されフィリピンに上陸してバターン作戦に従軍。前年11月から比島派遣渡集団報道班員としてフィリピンに入っていた向井潤吉（向井は1940年12月から朝日新聞で連載された火野の小説「美しき地図」の挿絵を担当していた）と報道班員としてともに行動し親交を深めた。そこからマニラに帰った火野はデング熱で陸軍病院に入院したが、高熱をおしてバターン戦記「兵隊の地図」を脱稿した。
1944年（昭和19年）4月、大本営は特別報道班員派遣を企画し、文壇から火野葦平、画壇から宮本三郎、楽壇から古関裕而を指名していたが、宮本が出発前日に急病となったため向井潤吉に急遽交代することとなった。ラングーン到着後、火野と向井は先に現地の様子を見に行くことになったが、7月4日に大本営はインパール作戦の中止を発表したため、二人はライマナイから撤退してマンダレーで古関と合流。その後、火野は雲南省で郷土部隊である通称「菊兵団」を訪問した後、9月3日に帰国した。
ペン部隊の一員としてフィリピンに渡った際には捕虜の再教育に尽力する一方、ビルマに渡った際にはインパール作戦を通じた負け戦に直面。現地の惨憺たる状況を記録に残している。
戦後、1948年（昭和23年）6月25日から1950年（昭和25年）10月13日まで文筆家追放指定を受けた。追放解除後も、若松の「河伯洞」と東京の「鈍魚庵」を飛行機で往復するなど活動し、九州男児の苛烈な生き方を描いた自伝的長編『花と竜』や、自らの戦争責任に言及した『革命前後』など、数多くの作品によって文学的力量を発揮し、再び流行作家となった。
1953年3月はじめに、河伯洞を河童の漫画で知られる清水崑が出版社の編集者と一緒に訪れた。清水が『河童』の装丁を描くことになり、打ち合わせのための訪問だった。その場で2人は意気投合したという。
同年4月9日、大分県に行幸啓した昭和天皇、香淳皇后を奉迎する列に加わる。これに昭和天皇が気づき会釈を賜る。
1960年（昭和35年）1月24日、若松市の自宅「河伯洞」の書斎で死去した。命日は戸籍上の誕生日の前日だった。戸籍基準なら満52歳、実際の誕生日を基準とすると満53歳没となる。墓所は北九州市安養寺。戒名は文徳院遊誉勝道葦平居士。晩年は健康を害していたこともあり、最初は心臓発作と言われたが、死の直前の行動などを不審に思った友人が家を調べると、「HEALTH MEMO」というノートが発見された。そこには、「死にます、芥川龍之介とは違うかもしれないが、或る漠然とした不安のために。すみません。おゆるしください、さようなら」と書かれていたという。その結果、睡眠薬自殺と判明した。このことは、1972年3月1日、13回忌の際に遺族によりマスコミを通じて公表され、社会に衝撃を与えた。その時、ニュースで報じた告別式の映像が九州朝日放送（KBC）の映像資料として現在も保管されている。
1960年5月、『革命前後』および生前の業績により日本芸術院賞を受賞した。

## 河伯洞
若松区白山1丁目にある火野が生涯の大半を過ごした建物。建物は和風の母屋と、葦平が執筆活動をしていた書斎を含む棟焼きのモルタル造りの洋風部分（増築）とで構成されている。建物の名前は、葦平の河童好きから由来しており河童の住む家という意味で名付けられた。1997年3月27日に北九州市文化財に指定され、文化財公開施設として一般に公開されている。

## 著作
- 山上軍艦 （詩集 とらんしつと詩社 1937年10月）
- 糞尿譚 （小山書店、1938年 のち新潮文庫、角川文庫、講談社文芸文庫）
- 麦と兵隊 （改造社、1938年 のち新潮文庫、角川文庫）
- 土と兵隊 （改造社、1938年 のち新潮文庫（新版合本）、角川文庫）
- 広東進軍抄 附・煙草と兵隊 （新潮社 1939年）
- 花と兵隊 （改造社 1939年 のち新潮文庫、春陽文庫）
- 戦友に愬ふ （軍事思想普及会 1939年）
- 海南島記 （改造社 1939年）
- 雑誌『兵隊』 （初代編集長 1939年（2004年復刻 刀水書房））
- 河童昇天 （改造社 1940年）
- 河豚 （新潮社（昭和名作選集） 1940年）
- 兵隊について （改造社 1940年）
- 山芋日記 （小山書店 1940年）
- 伝説 （小山書店 1941年）
- 百日紅 （新声閣 1941年）
- 五平太船 （利根書房 1941年）
- 春日 （短篇集 甲鳥書林 1941年）
- 幻燈部屋 （改造社 1942年 のち角川文庫）
  - 神話 （第二部）
  - 新市街 （第三部）
  - 花扇 （第四部）（風雪社 1947年）
  - 水祭 （第五部）
  - 夜鏡 （第六部・完）
- 花の命 （實業之日本社 1942年10月）
- 兵隊の地図 （改造社 1942年）
- ハタノウタ （學藝社（國民學校聖戦讀本） 1942年4月）
- 真珠艦隊 （朝日新聞社 1943年）
- ヘイタイノウタ （成徳書院（少国民大東亜戦記） 1943年）
- 戦列の言葉 （二見書房 1943年）
- 青狐 （詩集 六興商会 1943年）
- 祈祷 （豊国社 1943年）
- 歴史 （生活社 1943年）
- 歩哨線 （大東亜出版 1944年）
- 比島民譚集 （大成出版 1945年2月）
  - 比島民譚集　フィリピンの島々に伝わる話（国書刊行会、2024年）
- 陸軍 （朝日新聞社 1945年8月）。中公文庫、2000年8月
- 色名帖 （九州書房 1946年）
- 怒濤 （文藝春秋新社 1947年）
- 月明 （日東出版社 1947年）
- 夜景 （世間書房 1947年）
- 黄金部落 （全国書房 1948年）
- 一椀の雪 （展文社 1948年）
- 陽気な地獄 （戯曲 新文芸社 1948年）
- 歌姫 （大日本雄弁会講談社 1948年）
- 河童 （早川書房 1949年）
- 悲恋 （洋元書房 1949年）
- 首を売る店 （童話集 桐書房 1949年）
- 青春と泥濘 （六興出版社 1950年）
- 悲しき兵隊 （改造社 1950年）
- 天皇組合 （中央公論社 1950年）
- 新遊侠伝 （ジープ社 1950年）
- 日本艶笑滑稽譚 （東京文庫 1950年）
- 昭和鹿鳴館 （比良書房 1950年）
- 追放者 （創元社 1951年）
- 中国艶笑風流譚 （東京文庫 1951年）
- 赤道祭 （新潮社 1951年 のち角川文庫
- 動物 （北辰堂 1951年 改題「馬と死刑囚」）
- 私版金色夜叉 （湊書房 1951年）
- 雲を呼ぶ笛 （双葉書房（ふたばフレンド・ブック） 1952年）
- 虹を求めて （講談社（少年少女評判読物選集） 1952年）
- 東洋艶笑滑稽聚 （東京文庫 1952年）
- バタアン死の行進 （小説朝日社 1952年）
- 街の灯 （大日本雄弁会講談社（傑作長篇小説全集） 1952年）
- かっぱの皿 （学風書院 1952年）
- 鈍魚の舌 （創元社 1952年）
- 雲は七色 （小説朝日社 1953年）
- 返り花 （長篇小説 主婦之友社 1953年）
- 花と竜 （新潮社 1953年 のち文庫）、角川文庫、講談社文庫、岩波現代文庫
- 叛逆者 （文藝春秋新社 1953年）
- 海底火山 （秋田書店 1953年）
- 女侠一代 （現代社 1954年）
- 思春期 （現代社 1954年）
- 琉球舞姫 （山田書店 1954年）
- 活火山 （新潮社 1954年）
- 戦争犯罪人 （河出書房 1954年）
- 河童漫筆 （朋文堂（旅窓新書） 1954年）
- 燃える河 （山田書店 1954年）
- 七色少女 （同和春秋社（昭和少年少女文学選集） 1954年）
- 美女と妖怪 私版聊斉志異 （学風書院 1955年）
- 世にも不思議な夫婦愛のものがたり （学風書院 1955年）
- かっぱ十二話 （随筆集 学風書院 1955年）
- 天国遠征 （大日本雄弁会講談社（ロマン・ブックス） 1955年）
- 海は七色 （大日本雄弁会講談社（ロマン・ブックス） 1955年）
- 河童ものがたり （新潮社（小説文庫） 1955年）
- 赤い国の旅人 （朝日新聞社 1955年）
- 蕎麦の花 かっぱ小説集 （河出新書 1955年）
- 露地の女王 （鱒書房（コバルト新書） 1955年
- 花園を荒す者は誰だ （大日本雄弁会講談社（ロマン・ブックス） 1956年）
- 小説欧羅巴 （北辰堂 1956年）
- ある詩人の生涯 （三笠書房 1956年）
- 沈まぬ太陽 （大日本雄弁会講談社（ロマン・ブックス） 1956年）
- パノラマ世界 （同光社 1956年）
- 青春発掘 （東方社 1956年）
- 馬賊芸者 （同光社（大衆小説名作選） 1956年）
- ただいま零匹 （新潮社 1956年）
- 火野葦平読物文庫 第1-3 （学風書院 1956年）
- 日本艶笑物語 （河出新書 1956年）
- 河童曼陀羅 （四季社 1957年）
- 新戦友愛物語 （小壷天書房 1957年）
- 日本金鈴会 （小壷天書房 1957年）
- 氷と霧 （宝文館 1957年）
- ちぎられた繩 （小壷天書房 1957年）
- 河童七変化 （宝文館 1957年）
- 魔の河 （光文社 1957年）
- コマよまわれ （新潮社 1957年）
- 火野葦平選集 （全8巻 東京創元社 1958年 - 1959年）
- 女 （五月書房 1958年）
- 河童会議 （文藝春秋新社 1958年）
- 亡霊の言葉 （怪奇推理小説 五月書房 1958年）
- 花のある場所 （五月書房 1958年）
- 雲を呼ぶ声 （講談社（ロマン・ブックス） 1958年）
- 青春の岐路 （光文社 1958年）
- 燃える河 （小壷天書房 1958年）
- 日本八景 （光文社 1958年）
- 金銭を歌う （筑摩書房 1958年）
- 百年の鯉 （筑摩書房 1958年）
- 王者の座 （弥生書房 1958年）
- 魔女宣言 （角川書店 1959年）
- 北九州 （編 宝文館（日本の風土記） 1959年）
- 幻の街 （東方社 1959年）
- アメリカ探険記 （雪華社 1959年）
- 九州歴史散歩 （編 河出新書 1959年）
- 革命前後 （中央公論社 1960年）
- 酒童伝 （光文社（カッパ・ブックス） 1960年）
- 花の座 （新潮社 1960年）
- 恋愛家族 （講談社 1960年）
- 詩神 （筑摩書房 1960年）
- 火野葦平兵隊小説文庫 （全9巻 光人社 1978年 - 1980年）
  1. 麦と兵隊 （1978年11月）
  2. 土と兵隊 （1979年3月）
  3. 花と兵隊 （1979年5月）
  4. 悲しき兵隊 （1980年3月）
  5. 戦争犯罪人 （1979年11月）
  6. 陸軍 （1979年7月）
  7. 青春と泥濘 （1978年12月）
  8. 魔の河 （1980年6月）
  9. 革命前後 （1980年8月）
- 盲目の暦 （創言社 2006年6月）
- 帝釈峡記
- 修験道
- 海と兵隊
- 雨後
- オロンガポの一日
- 敵将軍
- 中津隊（西日本新聞 1944年1月24日から4月21日まで連載未完、葦平と河伯洞の会 2003年）
- 南方要塞
- ちぎられた縄
- 夜汽車
- 花の下の井戸
- 馬と人参
- 象と兵隊
- 火野葦平 戦争文学選 （全7巻 社会批評社 2013年 - 2015年）
  1. 土と兵隊 麦と兵隊 （2013年5月）
  2. 花と兵隊 （2013年7月）
  3. フィリピンと兵隊 （2015年2月）
  4. 密林と兵隊（原題「青春と泥濘」 2013年9月）
  5. 海と兵隊 悲しき兵隊 （2014年8月）
  6. 革命前後 上巻 （2014年2月）
  7. 革命前後 下巻 （2014年2月）

## 評伝
- 『火野葦平論―［海外進出文学］論・第1部』池田浩士 インパクト出版会、2000年
- 『ペンと兵隊　火野葦平の戦争認識』今村修、石風社、2012年
- 『戦場で書く　火野葦平と従軍作家たち』渡辺考、NHK出版、2015年。朝日文庫、2020年

## 関連書籍
- 『「姐御」の文化史　幕末から近代まで教科書が教えない女性史』伊藤春奈 DU BOOKS 2019年

## 登場する作品

### テレビドラマ
- エール (テレビドラマ) - NHK「連続テレビ小説」2020年。演：大内厚雄 役名：水野伸平。主人公の古山裕一 (モデル：古関裕而) がビルマへ慰問する際の同行者。前線へ向かう前に「ビルマ派遣軍の歌」の詞を古山に託す。

## 映画化作品
- 土と兵隊 （1939年、監督：田坂具隆） キネマ旬報ベストテン第3位
- 陸軍 （1944年、監督：木下恵介）
- 新遊侠伝 （1951年）
- 新遊侠伝　遊侠往来 （1951年）
- 赤道祭 （1951年）
- 残侠の港 （1953年）
- 花と龍　第一部　洞海湾の乱闘 （1954年）
- 花と龍　第二部　愛情流転 （1954年）
- 馬賊芸者 （1954年）
- 裸足の青春 （1956年）
- 伴淳・森繁の糞尿譚 （1957年）
- ただいま零匹 （1957年）
- 人魚昇天 （1958年）
- 女侠一代 （1958年）
- 花と竜 （1962年）
- 暴力の港　虎と狼 （1965年）
- 花と龍 （1965年）
- 続　花と龍　洞海湾の決闘 （1966年）
- 新遊侠伝1966年）
- 緋牡丹博徒　二代目襲名 （1969年）
- 日本侠客伝　花と龍 （1969年）
- 日本侠客伝　昇り龍 （1970年）
- 花と龍　青雲篇　愛憎篇　怒涛篇 （1973年）
- ダイナマイトどんどん （1978年、監督：岡本喜八） キネマ旬報ベストテン第7位